# رون لويس (كرة سلة)
رون لويس (بالإنجليزية: Ron Lewis)‏ مواليد 27 يوليو 1984 في شيكاغو، هو لاعب كرة سلة أمريكي سابق. بدأ مسيرته الاحترافية في سنة 2007. لعب في الدوري الفرنسي لكرة السلة الدرجة الأولى. حمل الرقم 12. يبلغ طوله 6 قدم 4 بوصة (1.9 م).

## المسيرة الاحترافية
لعب مع بروجوس دي جواياما في سنة 2013، ثم لعب مع نيو باسكت برينديزي في الدوري الإيطالي في موسم 2013–2014، ثم لعب مع إس بي أو روان باسكت في الدوري الفرنسي في موسم 2015–2016.

## روابط خارجية
- رون لويس على موقع كرة السلة الأوروبية.كوم (الإنجليزية)
- رون لويس على موقع كلية كرة السلة في سبورتس رفرنس.كوم (الإنجليزية)
- رون لويس على موقع ريلجم (الإنجليزية)
- رون لويس على موقع بروبوليرز (الإنجليزية)
- رون لويس على موقع سبورتس رفرنس (الإنجليزية)